# Златан Арнаутовић
Златан Арнаутовић (Приједор, 2. септембар 1956) је бивши српски и југословенски рукометаш.

## Биографија
Рођен је 1956. године у Приједору, где је почео рукометну каријеру, коју је касније наставио у Борцу из Бањалуке. Играо је на позицији голмана.
За репрезентацију Југославије дебитовао је 1978. године. Освојио је златну олимпијску медаљу у Лос Анђелесу 1984. и титулу светског шампиона у Швајцарској 1986. године. Одиграо је 157 утакмица и постигао један гол.
Био је тренер у београдској Црвеној звезди од 2007. до 2011. године. Пре тога радио је као тренер и у Партизану (сезона 1999/00) прво као помоћник Јездимиру Станковићу, а онда и самостално водивши клуб из Хумске и у Лиги шампиона.